# FlyMe2theMoon
FlyMe2theMoon（フライミートゥーザムーン）は2011年9月28日にmiHoYoStudio（現：miHoYo）により開発・配信されたiOS用ゲームアプリ。
本作は魔法一家の17代目「キアナ・カスラナ」を操作して月まで導き、「暗月紋章」を手に入れることが目的である。
主人公のキアナはのちに、miHoYoが開発している崩壊シリーズにも異なる設定で登場する。タイトルの由来は「新世紀エヴァンゲリオン」のエンディング曲である「Fly me to the moon」である。
プレイするにはiOS 10以下の端末が必要。2021年に無料でプレイできるようになった。
主題曲である「Moon Trip」にはボーカルに初音ミクが用いられている。裕剣流Pという中国のボカロPによって作曲、Lemonjollyによって作詞された。

## ゲームシステム
本作には、探索、謎解き、レーシング、守備の四つのゲームモードが存在する。4つのステージと全60のレベルが存在する。

## 業績
本作は経済的にほとんど成功せず、ゲームの製作に携わった3人の月収は日本円で8万円程度だった。miHoYoの代表であるLiu Weiは投資家を探していた。最終的に、miHoYoは杭州斯凯网络科技有限公司から約2000万円の投資を受けることとなった。

## 評価
ライターのハイネ鳥居は、ファミ通に寄せた記事の中で、かわいい魔女っ娘が動き回るだけでもお勧めに値するとしたうえで、片手で完結した操作体系や、パズルアクションとしての程よい難易度を評価している。